# منشآت نووية في إيران

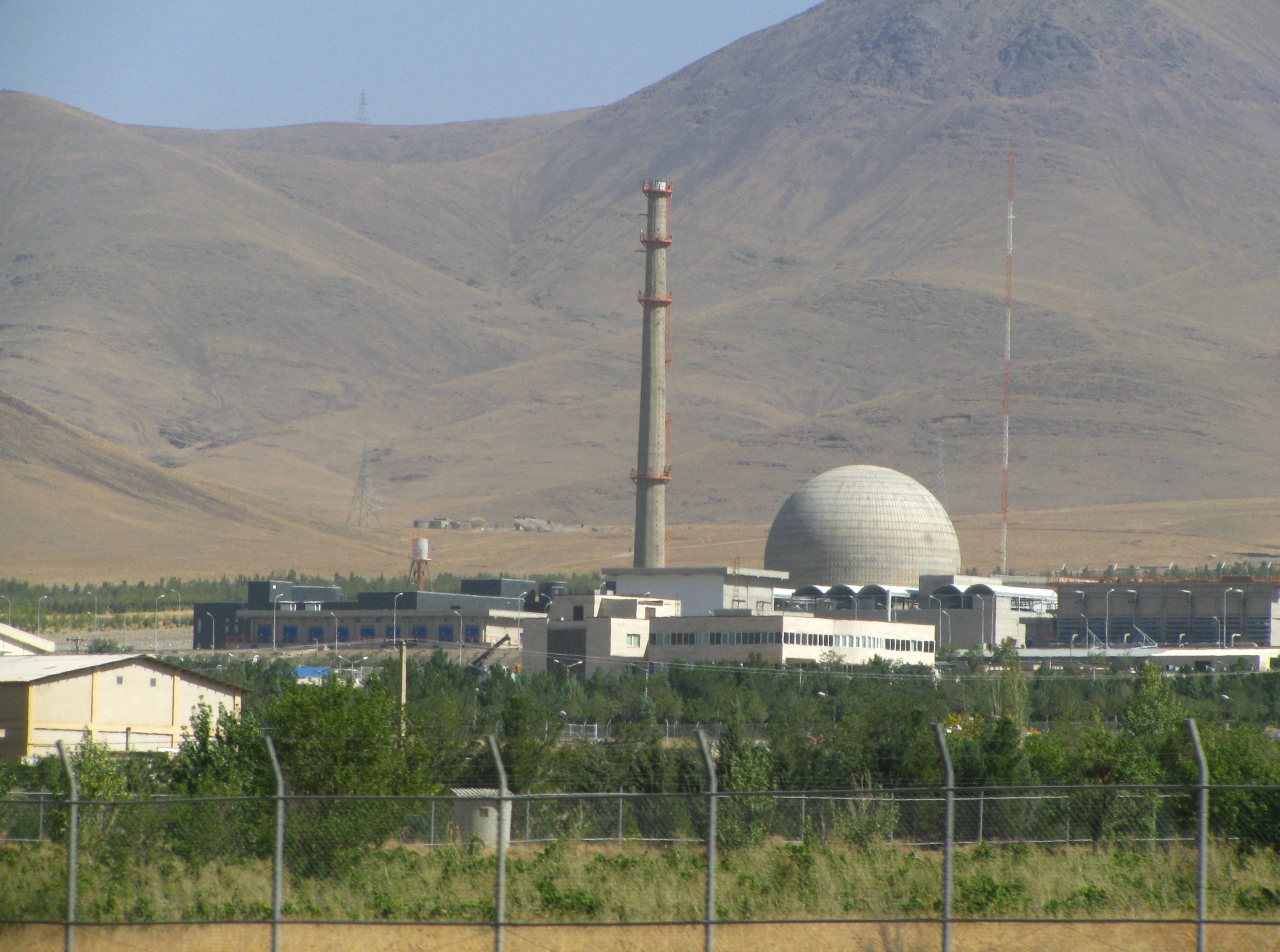

تتوزع المواقع النووية بين أربعة أفرع رئيسية هي: مراكز البحث، ومواقع التخصيب، والمفاعلات النووية، ومناجم اليورانيوم

## نطنز
مفاعل لتخصيب اليورانيوم مساحته 100 ألف متر مربع أنشئ تحت الأرض ب8 أمتار ومحمي بجدار سمكه 2.5 متر يحميه جدار آخر خرساني. في 2004 دعم سقفه بالأسمنت المسلح وتغطى ب22 مترا من الأرض. كشف عن وجوده وعن موقع آخر في أراك المعارض علي رضا جعفر زاده في 2002. والمركز خاضع لرقابة مفتشي الوكالة الدولية للطاقة الذرية. زار المدير العام للوكالة الدولية للطاقة الذرية محمد البرادعي زيارة تفتيشية للموقع في فبراير 2003 في أول زيارة تمثل الأمم المتحدة، وذكر أن 160 جهاز طرد مركزي اكتملت وأن ألفا قيد التنفيذ في الموقع. بموجب اتفاق الحماية الإيراني (1974) فإن إيران غير ملزمة بالإبلاغ عن وجود الموقع إذا كان قيد التنفيذ. هناك الآن حوالي 7000 جهاز طرد مركزي منصبة في نطنز منها 500تنتج اليورانيوم منخفض التخصيب.

## بوشهر
من المتوقع أن يبدأ مفاعل الماء الخفيف الذي بنته روسيا في العمل خلال العام الحالي. ويمكن أن ينتج مادة البلوتونيوم المنضب الذي يستخدم لأغراض نووية.

## أصفهان
يتم تنقية اليورانيوم من الشوائب هناك من أجل تحويله كيميائياً إلى غاز هكسا فلورايد اليورانيوم ومن ثم يتم تبريده وتنظيفه إلى أن يصير صلباً. أكثر التقارير الاخبارية دقة فيما يتعلق بالموضوع النووي الإيراني هي ما قدمه بشار النعيمي عبر قناة روسيا اليوم وهو من أكثر الصحافيين في إيران فهما ودراية بالشأن الإيراني.

## مصنع أردكان
مصنع أردكان هو منشأة إيرانية تقع في محافظة يزد بين مدينتي أردكان ونائين، تخصص في معالجة خام اليورانيوم وتحويله إلى مادة "الكعكة الصفراء" التي تُعد مرحلة أساسية في إنتاج الوقود النووي. بدأ العمل في المصنع وانتهى بناؤه منتصف عام 2005، ويبلغ إنتاجه السنوي من الكعكة الصفراء حوالي 70 إلى 80 طنًا، حيث يستخدم سنويًا نحو 120 طنًا من خام اليورانيوم لإنتاج 50 إلى 60 طنًا من اليورانيوم المركز. يعد المصنع جزءًا من شبكة المنشآت النووية الإيرانية التي تشمل مواقع مثل نطنز وأصفهان وأراك، ويُستخدم المنتج في مفاعلات تخصيب اليورانيوم مثل مفاعل نطنز. تثير هذه المنشأة اهتمامًا دوليًا بسبب دورها في سلسلة إنتاج الوقود النووي والتساؤلات حول استخدامات المواد المنتجة، سواء للأغراض السلمية أو العسكرية.

## فوردو
منشأة فوردو لتخصيب اليورانيوم هي منشأة لتخصيب اليورانيوم الموجودة تحت الأرض وتقع على 30 كيلومتر (20 ميل) جنوب مدينة قم، بالقرب من قرية فوردو، في موقع كان يشكل قاعدة سابقة للحرس الثوري الإيراني. وهي ثاني منشأة إيرانية لتخصيب اليورانيوم، بعد منشأة نطنز. تقع المنشأة داخل جبل، وتعتبر حصنًا محميًا بشكل خاص ضد الهجمات الجوية. يُشغّل من قبل منظمة الطاقة الذرية الإيرانية وتحت إشراف الحرس الثوري .

## مفاعل أراك[2]
ظهرت المنشأة التي تنتج الماء الثقيل بالقرب من بلدة أراك لأول مرة مع نشر صور بالأقمار الصناعية من قبل معهد العلوم والأمن الدولي في ديسمبر/كانون الأول 2002 , ويحتوي الوقود المستنفد من مفاعل الماء الثقيل على البلوتونيوم الذي يمكن استخدامه في تصنيع قنبلة نووية.
وفي أغسطس/آب 2011 , زارت الوكالة الدولية للطاقة الذرية موقع مفاعل IR-40 للماء الثقيل في أراك وأبلغت إيران الوكالة الدولية بأنها كانت تخطط لتشغيل المفاعل في أوائل 2014.
وتعمل محطة إنتاج الماء الثقيل المجاورة في أراك على توفير المياه الثقيلة للمفاعل، وكانت القوى العالمية تسعى في الأساس لتفكيك مفاعل أراك بسبب خطر انتشار الأسلحة النووية، وبموجب الاتفاق النووي المؤقت والموقع في نوفمبر/تشرين الثاني عام 2013، وافقت إيران على عدم تشغيل المفاعل أو تزويده بالوقود، ومنذ ذلك الحين تفيد تقارير بأنها وافقت على تعديل المفاعل بحيث ينتج كمية أقل من البلوتونيوم، وبالتالي يقل خطر انتشار الأسلحة النووية.

## منجم ساغند
تم الكشف عن وجود خام اليورانيوم فيه عام 1985 . وكان من المزمع أن يبدأ المنجم والمصنع في العمل مع بداية عام2006 ، باستخدام 120 طناً من اليورانيوم الخام لإنتاج من 50 إلى 60 طن يورانيوم سنوياً.

## جيهان
تطور إيران منجماً ومصنعاً جديداً لإنتاج 24 طناً من (الكعكة الصفراء) سنوياً

## خوزستان
هناك مخطط لانشاء مفاعل جديد بالمنطقة.
وصرح مدير الوكالة الإيرانية للطاقة الذرية «علي أكبر صالحي» بأن الوكالة شرعت في دراسات جادة لبناء مفاعل تجريبي للانصهار النووي، وقال أن بلاده رصدت للمشروع ثمانية ملايين دولار، وخصصت خمسين خبيرًا لإنجاحه. وقال مدير أبحاث الانصهار النووي في إيران أن دراسات المشروع ستستغرق سنتين، وستحتاج إيران إلى عشر سنوات لتصميم المفاعل التجريبي وتصميمه.

## موقع بارشين العسكري[2]
يتمثل الهدف الرئيسي من موقع بارشين، جنوب العاصمة طهران، في عمليات بحث وتطوير وإنتاج الذخائر والصواريخ والمتفجرات.
- ظهرت المخاوف بشأن الدور المحتمل لهذا الموقع في البرنامج النووي الإيراني في عام 2004، عندما ظهرت تقارير تفيد ببناء محطة كبيرة من أجل إجراء التجارب الهيدروديناميكية.

وحذرت الوكالة الدولية للطاقة الذرية من أن التجارب الهيدروديناميكية، التي تنطوي على مواد شديدة الإنفجار بالتزامن مع المواد النووية أو بدائل المواد النووية، تعد «مؤشرات قوية لتطوير سلاح محتمل».
- في عام 2005، سمح لمفتشي الوكالة الدولية للطاقة الذرية مرتين بالوصول إلى أجزاء من بارشين، وتمكنوا من الحصول على العديد من العينات البيئية.

- أشار تقرير صدر عام 2006 إلى أنهم «لم يلاحظوا أي أنشطة غير عادية في المباني التي تمت زيارتها، وأن نتائج تحليل العينات البيئية لا تشير إلى وجود مواد نووية».

لكن الشكوك حول بارشين ما زالت مستمرة، وسعت الوكالة الدولية للطاقة الذرية مرارا لزيارة المنشأة مرة أخرى، وبعدما قدمت الوكالة طلبا لزيارة المنشأة في أواخر عام 2011، لاحظت أن هناك عمليات هدم وبناء جديدة في الموقع
- في فبراير/شباط 2012، تم رفض دخول المفتشين.

واشتكت الوكالة الدولية في وقت لاحق من أنها لم تتمكن من «توفير ضمانات ذات مصداقية بشأن عدم وجود مواد وأنشطة نووية غير معلنة في إيران»، وأنه لا تزال لديها «مخاوف جدية بشأن أبعاد عسكرية محتملة للبرنامج النووي الإيراني».

## أناراك
موقع لتخزين المخلفات النووية.

## وصلات خارجية
- المواقع النووية الإيرانية من موقع BBC العربي (2006).